# Branch (Terre-Neuve-et-Labrador)
Pour les articles homonymes, voir Branch.
Branch est une municipalité située sur le cap Shore de la péninsule d'Avalon de l'île de Terre-Neuve, dans la province de Terre-Neuve-et-Labrador, au Canada. 

## Géographie

### Démographie
En 2006, la population de Branch était de 309 habitants.
La ville est traversée par la route 100 et la route 92.

### Climat
| Mois                                  | jan.     | fév.       | mars     | avril    | mai     | juin    | jui.      | août      | sep.    | oct.    | nov.       | déc.     | année      |
| ------------------------------------- | -------- | ---------- | -------- | -------- | ------- | ------- | --------- | --------- | ------- | ------- | ---------- | -------- | ---------- |
| Température minimale moyenne (°C)     | −7,4     | −7,7       | −5,1     | −1       | 2       | 5,7     | 10,3      | 11,6      | 8       | 4,5     | 0,3        | −3,7     | 1,5        |
| Température moyenne (°C)              | −3,7     | −3,9       | −1,7     | 2,5      | 6,4     | 10,1    | 14,8      | 15,7      | 12,2    | 8,1     | 3,5        | −0,4     | 5,3        |
| Température maximale moyenne (°C)     | 0        | 0          | 1,8      | 6,1      | 10,7    | 14,6    | 19,1      | 19,9      | 16,5    | 11,7    | 6,7        | 2,8      | 9,2        |
| Record de froid (°C) date du record   | −22 1984 | −22,5 1990 | −22 1985 | −14 1994 | −5 1989 | −1 2002 | 1 1987    | 2 1985    | −2 2002 | −7 2002 | −12,5 1993 | −18 1991 | −22,5 1993 |
| Record de chaleur (°C) date du record | 11 2005  | 10 1984    | 11 1993  | 16 1996  | 23 2001 | 25 1994 | 28,5 1987 | 28,5 1996 | 29 2001 | 20 1990 | 16 2001    | 13 2004  | 29 2001    |
| Précipitations (mm)                   | 131,7    | 131,7      | 123,9    | 105,4    | 121,5   | 128,2   | 119       | 106,3     | 144,7   | 149,5   | 149,8      | 122      | 1 533,7    |
| dont neige (cm)                       | 55,7     | 39,6       | 19,2     | 6,1      | 1,1     | 0       | 0         | 0         | 0       | 0,3     | 8,5        | 24,9     | 155,3      |

| Diagramme climatique                                  |            |              |            |            |              |             |               |            |              |             |            |
| J                                                     | F          | M            | A          | M          | J            | J           | A             | S          | O            | N           | D          |
| 0−7,4131,7                                            | 0−7,7131,7 | 1,8−5,1123,9 | 6,1−1105,4 | 10,72121,5 | 14,65,7128,2 | 19,110,3119 | 19,911,6106,3 | 16,58144,7 | 11,74,5149,5 | 6,70,3149,8 | 2,8−3,7122 |
| Moyennes : • Temp. maxi et mini °C • Précipitation mm |            |              |            |            |              |             |               |            |              |             |            |

## Annexe